# НТЦ Сенець
Національний тренувальний центр Сенець (словац. Národné tréningové centrum Senec) — футбольний комплекс у місті Сенець, Словаччина. В даний час він використовується здебільшого для футбольних матчів і був домашньою ареною клубу «Сенець» до його розформування. Головний стадіон комплексу вміщує 3 264 глядача.

## Історія
Будівництво стадіону почалося в грудні 2001 року, а відкриття відбулося 6 вересня 2003 року.
23 травня 2014 року національна збірна Словаччини провела на стадіоні товариський матч проти Чорногорії (2:0). Також тут проходив фінал Кубка Словаччини в сезоні 2008/09 (20 травня 2009: «Кошице» — «Артмедія», 3:1) і три матчі за Суперкубок Словаччини (в 2004, 2005 і 2007 роках).
2016 року стадіон був головною ареною чемпіонату Європи серед жінок U-19. На ньому відбулося три матчі групового етапу, обидва півфінали та фінал турніру.
Згодом на стадіоні пройшов матч півфіналу юнацького чемпіонату Європи 2022 року серед юнаків до 19 років.

## Опис
Спорткомплекс має три футбольних поля. Основне має розміри 105×68 м і автоматично зрошується. Місткість трибун становить 3264 місця. Основна крита трибуна розрахована на 1452 місця.  Освітленість основної площі становить 1000 лк .
Друге поле — тренувальне, теж трав'яне. Воно теж має автоматичний полив і штучне освітлення. Трете поле (тренувальне) покрите штучним газоном Prestige 50 французького виробництва. Поруч розташована крита трибуна на 150 глядачів. Ця зона також освітлюється. Також є невеликий майданчик зі штучним покриттям розміром 50×30 м, який використовується для розминки та тренувань груп гравців.
Окрім роздягалень, складських та адміністративних приміщень, будівля також включає тренажерний зал, гідротерапію, зону регенерації, лікувально-діагностичний центр, антидопінгову лабораторію, пральню, тренувальний центр, кімнату для переговорів та VIP-зони.